# T'as peur
T'as peur è un brano musicale della cantante francese Aya Nakamura, pubblicato il 27 gennaio 2023 e sesta traccia del quarto album in studio DNK.
Il brano vede la collaborazione del rapper portoricano Myke Towers.

## Formazione
- Aya Nakamura – voce
- Michael Torres – voce
- Max et Seny – produzione

## Classifiche
| Classifica (2023) | Posizione massima |
| ----------------- | ----------------- |
| Francia           | 38                |
| Spagna            | 29                |